# 佐藤貢三
佐藤 貢三（さとう こうぞう、1968年5月3日 - ）は、日本の俳優である。兵庫県宝塚市出身。有限会社ブレス所属。流通経済大学卒業。

## 出演

### テレビドラマ
- 十年愛（1992年、TBSテレビ）
- 妻たちの劇場 フラワープリンセス（1993年、フジテレビ）
- 春日八郎物語（1993年、テレビ東京）
- 火曜サスペンス劇場「松本清張スペシャル・影の地帯」（1993年、日本テレビ）
- ガラスの仮面 最終話（1997年9月15日、テレビ朝日）
- 創作テレビドラマ「オアシス」（1997年、NHK総合）
- 薔薇の殺意〜虚無への供物（1997年、NHK BS）
- 連続テレビ小説 あぐり（1997年、NHK総合）
- 金曜エンタテイメント「最後の依頼人」（1997年、フジテレビ）
- 少年サスペンス 謎の転校生（1997年、テレビ朝日）
- DUET（1998年、WOWOW）
- デジドラ・ワンシーン（1998年、テレビ東京）
- OUT〜妻たちの犯罪〜（1999年、フジテレビ）
- RUN AWAY（2000年、北海道文化放送）
- ブラック・ジャック（2000年、TBSテレビ）
- ハンドク!!!（2001年、TBSテレビ）
- スターライト（2005年、テレビ東京）
- ケータイ捜査官7（2008年、テレビ東京）
- チーム・バチスタの栄光（2008年、関西テレビ/フジテレビ）
- アタシんちの男子（2009年、フジテレビ）
- ヴォイス〜命なき者の声〜（2009年、フジテレビ）
- BUNGO -日本文学シネマ-「檸檬」（2010年2月17日、TBSテレビ）
- Bungo日本文学シネマ「高瀬舟」（2010年2月23日、TBSテレビ）
- 特上カバチ（2010年2月28日、TBSテレビ）
- インディゴの夜 第42話（2010年3月4日、東海テレビ/フジテレビ） - 大和・武蔵の父親 役
- パーフェクト・リポート 第4話 （2010年11月7日、フジテレビ） - 相良俊也 役
- 鼠、江戸を疾る2 第2話（2016年4月21日、NHK） - 弥之助 役
- マッサージ探偵ジョー（2017年、テレビ東京） - 黒服 役
- コウノドリ 第2シリーズ 第6話（2017年11月17日、TBS） - 富士宗吾 役
- dele（2018年、テレビ朝日） ‐ 鎌田直樹 役
- 約束のステージ 〜時を駆けるふたりの歌〜（2019年2月22日、読売テレビ・日本テレビ）
- ハケン占い師アタル（2019年） ‐ 市川タカオ 役
- ワカコ酒 Season5 第8夜（2020年5月26日、BSテレ東） - 大将 役
- 女子グルメバーガー部 第11話（2020年9月19日、テレビ東京） - 池森 役
- パンドラの果実〜科学犯罪捜査ファイル〜 Season1 第1話（2022年4月23日、日本テレビ） - 安井一央 役
- CODE-願いの代償- 第6話（2023年8月6日、読売テレビ・日本テレビ） - 嶋田 役
- ウルトラマンブレーザー 第7話・8話（2023年8月26日・9月2日、テレビ東京） - 横峯万象 役
- ドラマW ゴールデンカムイ -北海道刺青囚人争奪編- 第7話・第8話（2024年11月17日・11月24日、WOWOW） - エクロㇰ 役
- ゴースト・オブ・レディオ〜バチボコ怖い心霊バスツアー〜 ディレクターズカット版（2025年2月16日、WOWOW） - S 役[3]
- 大追跡〜警視庁SSBC強行犯係〜 第3話（2025年7月23日、テレビ朝日） - 杉本雅史 役

### 映画
- のぞき屋家業・2（1993年）
- 毎日が夏休み（1994年）
- 静かな生活（1995年）
- さわこの恋　1000マイルも離れて（1995年）
- 学校の怪談3（1997年）
- らせん（1998年）
- ベル・エポック（1998年）
- むしむしころころ（1998年）
- 愛を乞うひと（1998年）
- 借王 THE MOVIE（1999年）
- 白痴（1999年）
- MONDAY（2000年）
- Stereo Future（2001年）
- 光の雨（2001年）
- 囁く怨霊（2001年）
- ロックンロールミシン（2002年）
- OUT（2002年）
- ラストシーン（2002年）
- アロ〜ハ!!（2002年）
- Rodeo Drive（2003年）
- クイール（2004年）
- Bridge〜この橋の向こうに〜（2004年）
- キスとキズ（2004年）
- 血と骨（2004年）
- トニー滝谷（2005年）
- birds（2005年）
- 亡国のイージス（2005年）
- ハサミ男（2005年）
- 幻想夫人（2006年）
- 輪廻（2006年）
- ブラックキス（2006年）
- 楽園（2006年）
- ここにいる（2006年）
- colors（2006年）
- 一緒に死にたいーラブ サイコー（2006年）
- ワナビーフリー（2006年）
- 闇の中（2006年）
- 柳は緑、花は紅（2006年）
- FM89.3MHz（2007年）
- みづうみ（2007年）
- 仮面ライダー THE NEXT（2007年）
- 犯人に告ぐ（2007年）
- 接吻（2008年）
- ねこのひげ（2008年）
- 純喫茶磯辺（2008年）
- 少年（2008年）
- 心、砕いて（2008年）
- LARGO（2008年）
- 人妻（2008年）
- クローンは故郷をめざす（2009年）
- 約束の地（2009年）
- Beauty（2009年）
- おと・な・り（2009年）
- 呪怨 黒い少女（2009年）
- 裁判長!ここは懲役4年でどうすか（2010年）
- 君と歩こう（2010年）
- FUKUSHIMA DAY（2012年）
- シン・ゴジラ（2016年）[4] - 平岡内閣官房副長官補 役[2]
- 聖ゾンビ女学院（2017年）[5]
- 闇金ドッグス7（2017年）
- キュクロプス（2018年） - 松尾和成 役
- 小さな恋のうた（2019年）
- ばるぼら（2020年11月20日、イオンエンターテイメント）

### 配信ドラマ
- ゴースト・オブ・レディオ〜バチボコ怖い心霊バスツアー〜（2024年11月17日・29日、Streaming+・PIA LIVE STREAM） - S 役[6]

### CF
- NTTドコモ「FOMA」（2001年）
- 日本リーバ「ポンズダブルホワイト」（2001年）
- NHK「公共放送キャンペーン」（2001年）
- トヨタファイナンス「TS CUBICカード」（2001年）
- 明治製菓「no」（2001年）
- 大和証券（2003年）
- SONY「PS2年末キャンペーン」（2005年）
- みずほ銀行（2005年）
- LION「PCクリニカ」（2006年）
- 東レ「トレビーノ」（2006年）
- 任天堂「DS・しゃべる!DSお料理ナビ」（2006年）
- パナソニック「くらし安心ホームシステム」（2006年）
- Canon「DIGIC」（2006年）
- オムロン（2006年）
- SONY PS3（2006年）
- 読売新聞（2006年）
- アリコジャパン（2007年）
- サッポロビール「ドラフトワン」（2007年）
- SUZUKI（2008年）「ソリオ」
- KEY COFFEE（2008年）
- 住友林業 （2008年4月-）
- コニカミノルタ （2008年9月-）
- 京都トヨタ「初めての納車」篇 （2017年）

### ミュージックビデオ
- ミドリカワ書房「I am a mother」（2007年）